# Class 03
De Class 03 is een Britse rangeerlocomotief en samen met de Class 04 een van de succesvolste locomotieven van British Rail. De serie omvat 230 stuks en werd door British Rail tussen 1957 en 1962 zelf geproduceerd in de werkplaatsen van Swindon en Doncaster. De nummering was D2000-D2199 en D2370-D2399 (later 03004 t/m 03399). D2370 en D2371 werden gebruikt als dienstvoertuigen en oorspronkelijk genummerd als 91 en 92.

## Overzicht
Net als andere rangeerkocomotieven van deze grootte werd de Class 03 gebouwd voor licht rangeerwerk waar grotere locomotieven niet nodig zijn, met name voor rangeerwerk in lok en rijtuig depots en voor het verrijden van rijtuigen in stations. De afnemende vraag naar rangeerlocomotieven betekende dat ze vanaf 1968 snel werden uitgerangeerd, waarbij vele exemplaren aan de industrie werden verkocht. Een aantal bleven veel langer in dienst zoals de twee op het Isle of Wight tot 1993 (op het vasteland verdween de laatste in 1987). In 1998 werd een van de locomotieven van het Isle of Wight, de 03 179, weer in dienst genomen door West Anglia Great Northern (WAGN) voor dienst in hun depot te Hornsey. Dit is de laatste Class 03 in bedrijf op het spoorwegnet. De locomotief draagt de naam Clive naar een depotmedewerker. Het is nu eigendom van First Capital Connect en is kort geleden overgeschilderd in de FCC stadslijn kleurstelling.

## Techniek
De motor is een Gardner 8-cilinder, 4-takt 8L3 verbonden met een Wilson-Drewry CA5 R7, 5-versnellingsbak met een RF11 rijrichtingsschakelaar en aandrijfunit. De aandrijving loopt via een drijfkast die zich naast de cabine bevindt, de wielen worden via drijfstangen aangedreven.
In de loop der tijd werd een aantal locomotieven voorzien van een dubbele rem, zowel lucht als vacuüm. Dit betrof de 03059, 03063, 03073, 03078, 03084, 03086, 03089, 03094, 03112, 03152, 03158, 03162, 03179, 03180, 03371, 03397 en 03399.

## Operationeel

### Rangeerwerk
Oorspronkelijk werd de Class 03 ingezet waar ze dankzij hun korte wielbasis en lichtgewicht wel konden rijden waar anderen dat niet konden. Op de lijn door de haven van Ipswich kon vanwege de draagkracht van een brug de zwaarder Class 08 niet worden ingezet. Verder werden ze veelvuldig ingezet voor het rangeren van rijtuigen in stations, waarbij ze vaak in paren reden om te verzekeren dat ze door de spoorbezetmelding worden gedetecteerd.
In 1979 werd de Class 03 ingezet voor:
- Depotdienst in de depots van Hull Botanic Gardens DMU en Bradford Hammerton Street DMU
- Havens in Ipswich, Kings Lynn en Poplar (London)
- Goederentreinen op de Team Valley branch (Gateshead) en de Gwendraeth Valley line
- Rangeerdienst te Boston Yard, Ipswich Upper and Lower yards, Lincoln engineers yard en Tweedmouth yard bij Berwick-upon-Tweed
- Pluklok in Boston and Kings Lynn.
- Opdruklok op de Kirkley goederenlijn in Lowestoft
- Rijtuigdienst in Bradford Exchange, Hull Paragon, Ipswich, Newcastle Central, Norwich Thorpe, en Sunderland

### Reizigersdienst
Ondanks de beperkte inzetbaarheid voor zo'n kleine locomotief voor reizigersdiensten op hoofdlijnen werden ze meerdere malen hiervoor ingeroosterd. Tijdens de vroege jaren 70 zette Southern Region de Class 03 in om boottreinen voor de Kanaaleilanden door de straten naar de haven te trekken over de Weymouth Quay tramway. In 1980 werd de Class 03 in Ipswich ingezet om de 23:20 Peterborough - Liverpool Street achteraan de 23:45 Norwich - Liverpool Street dienst te koppelen. Volgens het Mangapps Railway Museum, trok de 03 089 ooit de expresstrein van Liverpool naar Scarborough over de York to Scarborough Line van Malton naar Scarborough.

### Burry Port & Gwendraeth Valley Line
Verschillende exemplaren werden omgebouwd met verlaagde cabines voor de dienst op de Burry Port & Gwendraeth Valley Line in Wales, omdat de vele lage bruggen op de lijn het onmogelijk maakten om deze met de oorspronkelijke hoogte zonder ongelukken te passeren. Deze aanpassing vond plaats bij de nrs. 03119, 03120, 03141, 03142, 03144, 03145, 03151, 03152 en later de (ex-Bristol) 03382. De dienst omvatte hier zowel rangeerwerk in Burry Port als het trekken van kolentreinen vanaf de mijnen in het dal. Voor dat laatste worden ze soms met drievoudige tracties ingezet.
Ze werden vervangen door de Class 08 waarvan eveneens de cabine werd verlaagd. Meerdere verlaagde locomotieven zijn nu historisch materieel.
De nrs. 03079 and 03179 op het Isle of Wight kregen ook een verlaagde cabine om door de tunnel in Ryde te kunnen rijden.
De enige 03 in actieve dienst is de 03179. Eigenaar Govia Thameslink Railway heeft de locomotief in FCC kleurstelling geschilderd en doet dienst in het depot van Hornsey, langs de East Coast Main Line, om elektrische treinstellen in het depot te verplaatsen.

## Overzicht
Een groot aantal (55 bevestigd tot nu toe) van de serie is bewaard gebleven samen met het 56e exemplaar 03179 dat tot 2008 in actieve dienst was.
| Computer Nummer (TOPS) | D Nummer | Afbeelding | Verblijf                                      | Industrieel gebruik | Link |
| ---------------------- | -------- | ---------- | --------------------------------------------- | --- | ---- |
| 03018                  | D2018    |            | Mangapps Railway Museum                       | - |      |
| 03020                  | D2020    |            | Lavender Line                                 | - |      |
| 03022                  | D2022    |            | Swindon and Cricklade Railway                 | - |      |
| -                      | D2023    |            | Kent & East Sussex Railway                    | Tees & Hartlepool Dock Authority (1972-1980) |      |
| -                      | D2024    |            | Kent & East Sussex Railway                    | Tees & Hartlepool Dock Authority (1972-1980) |      |
| 03027                  | D2027    |            | Peak Rail                                     | - |      |
| 03037                  | D2037    |            | Peak Rail                                     | - |      |
| -                      | D2041    |            | Colne Valley Railway                          | Richborough Power Station (1970) Rye House Power Station (1971) Barking Power Station (1971) Rye House Power Station (1974-1981) |      |
| -                      | D2051    |            | North Norfolk Railway                         | Ford, Dagenham (06/1973-04/1997) |      |
| 03059                  | D2059    |            | Isle of Wight Steam Railway                   | - |      |
| 03062                  | D2062    |            | East Lancashire Railway                       | - |      |
| 03063                  | D2063    |            | North Norfolk Railway                         | - |      |
| 03066                  | D2066    |            | Barrow Hill Engine Shed                       | - |      |
| 03069                  | D2069    |            | Gloucestershire Warwickshire Railway          | Vic Berry, Leicester |      |
| 03072                  | D2072    |            | Lakeside & Haverthwaite Railway               | - |      |
| 03073                  | D2073    |            | Crewe Heritage Centre                         | In gebruik voor rangeer en ritten met de remwagen voor vervoer van bezoekers aan het Crewe heritage centre |      |
| 03078                  | D2078    |            | North Tyneside Steam Railway                  | Newcastle Central Station, ingebruik als rijtuigplaatser. |      |
| 03079                  | D2079    |            | Derwent Valley Light Railway                  | TBA |      |
| 03081                  | D2081    |            | Mangapps Railway Museum                       | |      |
| 03084                  | D2084    |            | Lincolnshire Wolds Railway                    | |      |
| 03089                  | D2089    |            | Mangapps Railway Museum                       | |      |
| 03090                  | D2090    |            | Locomotion                                    | Onderdeel van de National Collection |      |
| 03099                  | D2099    |            | Heritage Shunters Trust                       | - |      |
| 03112                  | D2112    |            | Rother Valley Railway                         | - |      |
| 03113                  | D2113    |            | Heritage Shunters Trust                       | - |      |
| 03119                  | D2119    |            | Epping Ongar Railway                          | |      |
| 03128                  | D2128    |            | Appleby-Frodingham RPS, Scunthorpe            | Verkocht voor de sloop aan Birds, Long Marston, waar motor en koppeling werden verwijderd.Vervolgens verkocht aan België waar een Deutz V12 met luchtkoeling werd ingebouwd en een VM hydraulische pomp met motor in de oorspronkelijke versnellingskast werd geplaatst. Terug geïmporteerd voor dienst bij Peak Rail, uiteindelijk naar Dean Forest waar ze gedeeltelijk werd opgeslagen. Overgebracht naar Scunthorpe in 2009, waar een Cummins 14 liter motor werd ingebouwd met een hydraulische overbrenging. Om dit aan te geven werd de loc omgenummerd in 03 901. |      |
| 03170                  | D2170    |            | Epping Ongar Railway                          | - |      |
| -                      | D2118    |            | Nottingham Transport Heritage Centre          | Worked at Anglian Building Products, Lenwade, Norfolk from August 1973, then at Dow-Mac near Stamford from December 1993. |      |
| -                      | D2139    |            | Heritage Shunters Trust                       | - |      |
| -                      | D2199    |            | Heritage Shunters Trust                       | Verkocht aan NCB in 1974 nadat ze tijdens onderhoud waren uitgerust met kuchtremmen in werkplaats van Doncaster. Ingezet in Rockingham, North Gawber en Royston todat ze werden opgeslagen in Monkton in 1984. Was uitgeleend aan Hanson Aggregates, Machen Quarry bij Newport van 2003-2006 |      |
| -                      | D2084    |            | Lincolnshire Wolds Railway                    | TBA |      |
| -                      | D2094    |            | Royal Deeside Railway                         | TBA |      |
| -                      | D2117    |            | Lakeside & Haverthwaite Railway               | |      |
| -                      | D2120    |            | Fawley Hill Railway, Buckingamshire           | |      |
| -                      | D2133    |            | West Somerset Railway                         | Ingezet in de Cellophane's Bridgwater fabriek in de jaren 70, voor de conservering in die tijd. |      |
| -                      | D2134    |            | Royal Deeside Railway                         | Verbleef in België tussen 1976 en 1993, daarna teruggekeerd naar VK. |      |
| -                      | D2138    |            | Midland Heritage Railway                      | Ingezet in de Pye Hill kolenmijn tussen 1969-1984, voorafgaand aan conservering. |      |
| -                      | D2141    |            | Pontypool and Blaenavon Railway               | |      |
| -                      | D2144    |            | Wensleydale Railway                           | |      |
| -                      | D2145    |            | D2578 Locomotive Group, Moreton Business Park | |      |
| -                      | D2148    |            | Ribble Steam Railway                          | |      |
| -                      | D2152    |            | Swindon & Cricklade Railway                   | |      |
| 03158                  | D2158    |            | Great Central Railway                         | |      |
| -                      | D2162    |            | Llangollen Railway                            | |      |
| -                      | D2170    |            | Battlefield Line                              | Was eigendom van Otis Euro Transrail tussen 1989-1999 |      |
| -                      | D2178    |            | Gwili Railway                                 | |      |
| 03179                  | D2179    |            |                                               | Govia Thameslink Railway Hornsey |      |
| -                      | D2180    |            | Battlefield Line                              | |      |
| -                      | D2182    |            | Gloucestershire Warwickshire Railway          | |      |
| -                      | D2184    |            | Colne Valley Railway                          | |      |
| -                      | D2189    |            | Ribble Steam Railway                          | |      |
| 03192                  | D2192    |            | Dartmouth Steam Railway                       | |      |
| 03196                  | D2196    |            | West Coast Railway Company Carnforth          | |      |
| 03197                  | D2197    |            | Lavender Line                                 | |      |
| -                      | D2371    |            | Dartmouth Steam Railway                       | |      |
| -                      | D2381    |            | West Coast Railway Company, Carnforth         | |      |
| 03399                  | D2399    |            | Mangapps Railway Museum                       | |      |